# Macrobrachium insulare
Macrobrachium insulare is een garnalensoort uit de familie van de Palaemonidae. De wetenschappelijke naam van de soort is voor het eerst geldig gepubliceerd in 1919 door Parisi.